# Činacu Kiraová
Činacu Kiraová (japonsky 吉良 知夏, * 5. července 1991 Óita) je japonská fotbalistka.

## Reprezentační kariéra
Za japonskou reprezentaci v roce 2014 odehrála 12 reprezentačních utkání. Byla členkou japonské reprezentace i na Mistrovství Asie ve fotbale žen 2014.

## Statistiky
| Japonsko | Japonsko | Japonsko |
| Roky     | Záp.     | Góly     |
| -------- | -------- | -------- |
| 2014     | 12       | 5        |
| Celkem   | 12       | 5        |

## Úspěchy

### Reprezentační
- Mistrovství Asie:  2014